# ایزونستراید
ایزونستراید (انگلیسی: Izonsteride) یک بازدارنده انتخابی 5α ردوکتاز برای درمان هیپرپلازی خوش‌خیم پروستات و آلوپسی آندروژنیک است.